# Дом шведско-немецкого лютеранского прихода
Дом шведско-немецкого лютеранского прихода — здание в Выборге, построенное в 1932 году для лютеранской общины святых Петра и Павла по проекту архитектора У. В. Ульберга. Расположенный в центре города на углу Выборгской улицы и улицы Ладанова четырёхэтажный дом в стиле функционализм включён в перечень памятников архитектуры.

## История
В конце XVIII века в Выборгском наместничестве Российской империи (Финляндской губернии), как и в Остзейских губерниях, в сравнении с другими этническими группами большим влиянием пользовались немцы, и немецкий язык являлся языком официального делопроизводства. Выборгские немцы образовали отдельную лютеранскую общину, приходским храмом которой стал построенный в 1799 году собор Святых Петра и Павла. После того как в 1809 году Шведская Финляндия, получившая статус Великого княжества, вошла в состав Российской империи, по указу императора Александра I в 1812 году Финляндская губерния («Старая Финляндия»), снова переименованная в Выборгскую, была присоединена к Великому княжеству Финляндскому. С этого времени снова возросла роль шведской общины.
Шведы и немцы тесно сотрудничали в приходских делах, совместно используя собор Петра и Павла для богослужений: воскресная служба в 10 часов утра проводилась на шведском языке, а в 12 часов — на немецком. Поэтому и приходской дом было решено устроить совместно. По проекту архитектора У. Ульберга, занимавшегося реконструкцией бастиона Панцерлакс, в 1931—1932 годах было построено четырёхэтажное здание в стиле функционализм, составляющее единый архитектурный ансамбль со зданием музея и школы искусств, возведённым на бастионе тем же зодчим.
Характерной чертой белого здания является минималистичный декор симметричного фасада, оживлённого разными типами прямоугольных оконных проёмов. В междуоконных нишах второго этажа располагались белые фонари шаровидной формы. Видное место занимал длинный флагшток, для которого была устроена небольшая узкая ниша в правом верхнем углу фасада. В доме размещались приходские учреждения (главным образом на втором этаже) и квартиры служителей церкви (на первом — кантора и сторожа, а на третьем и четвёртом — пасторов). Значительную часть второго этажа, отличающегося самыми высокими окнами, занимал актовый зал, разделённый раздвижной перегородкой с залом заседаний церковного совета.
Строительство здания велось после возведения дома финского прихода аналогичного назначения. Шведско-немецкий приходской дом уступает финскому «собрату» в размерах, но он вошёл в число ярких примеров выборгского функционализма и наряду с такими сооружениями, как библиотека Алвара Аалто, выборгский архив, музей и школа искусств, выборгский ломбард, здание компании «Саво-Карельская оптовая торговля» и здание страховой компании «Карьяла» составил так называемый «Белый Выборг».
В период советско-финских войн (1939—1944), в связи с прекращением деятельности шведско-немецкого прихода, здание, приспособленное в послевоенный период под жилой корпус (в ведении учительского института, затем средней школы-интерната № 1, а позднее переданное филиалу института «Ленгражданпроект»), сравнительно мало пострадало, лишившись флагштока и фасадных светильников. Сохранилась даже вывеска над главным входом.